# Pentathlon moderno ai Giochi della XVI Olimpiade - Gara individuale
La competizione individuale del pentathlon moderno ai giochi della XVI Olimpiade si svolte  dal 23 al 28 novembre 1956 in varie sedi.

## Programma
| Data             | Prova       | Note                            | Sede                                 |
| ---------------- | ----------- | ------------------------------- | ------------------------------------ |
| 23 novembre 1956 | Equitazione | 5000 metri cross-country        | Oaklands Hunt Club, Greenvale        |
| 24 novembre 1956 | Scherma     | Torneo di spada a girone unico. | Royal Exhibition Building, Melbourne |
| 26 novembre 1956 | Tiro        | 20 Colpi a sagome mobili.       | Merrett Rifle Range, Williamstown    |
| 27 novembre 1956 | Nuoto       | 300 metri stile libero          | Stadio del nuoto, Melbourne          |
| 28 novembre 1956 | Corsa       | 4000 metri cross country        | Oaklands Hunt Club, Greenvale        |

## Risultati
Per ogni prova gli atleti ottenevano un punteggio secondo una tabella. L'atleta che terminava le 5 prove con il maggior punteggio risultava vincitore.

### Prova di equitazione
| Pos. | Atleta               | Nazione          | Tempo  | Punti Tempo | Penalità | Totale |
| ---- | -------------------- | ---------------- | ------ | ----------- | -------- | ------ |
| 1    | George Lambert       | Stati Uniti      | 09'32" | 1070,0      | 0        | 1070,0 |
| 2    | Jack Daniels         | Stati Uniti      | 09'35" | 1062,5      | 0        | 1062,5 |
| 3    | Luis Ribera          | Argentina        | 09'39" | 1052,5      | 0        | 1052,5 |
| 4    | Lars Hall            | Svezia           | 09'46" | 1035,0      | 0        | 1035,0 |
| 5    | Olavi Mannonen       | Finlandia        | 10'01" | 997,5       | 0        | 997,5  |
| 6    | José Pérez           | Messico          | 10'25" | 937,5       | 0        | 937,5  |
| 7    | Neville Sayers       | Australia        | 10'30" | 925,0       | 0        | 925,0  |
| 8    | William Andre        | Stati Uniti      | 09'57" | 1007,5      | 120,0    | 887,5  |
| 9    | Wäinö Korhonen       | Finlandia        | 09'58" | 1005,0      | 120,0    | 885,0  |
| 10   | Gerardo Cortes       | Cile             | 10'47" | 882,5       | 0        | 882,5  |
| 11   | Gábor Benedek        | Ungheria         | 10'56" | 860,0       | 0        | 860,0  |
| 12   | Ivan Derjugin        | Unione Sovietica | 11'02" | 845,0       | 0        | 845,0  |
| 13   | Aleksandr Tarasov    | Unione Sovietica | 10'44" | 890,0       | 80,0     | 810,0  |
| 14   | Igor' Novikov        | Unione Sovietica | 10'55" | 862,5       | 60,0     | 802,5  |
| 15   | János Bódy           | Ungheria         | 10'43" | 892,5       | 120,0    | 772,5  |
| 16   | Dumitru Ţintea       | Romania          | 11'29" | 777,5       | 60,0     | 717,5  |
| 17   | Adriano Facchini     | Italia           | 11'41" | 747,5       | 80,0     | 667,5  |
| 18   | Berndt Katter        | Finlandia        | 10'52" | 870,0       | 240,0    | 630,0  |
| 19   | Nilo Floody          | Cile             | 10'54" | 865,0       | 280,0    | 585,0  |
| 20   | Bertil Haase         | Svezia           | 12'18" | 655,0       | 140,0    | 515,0  |
| 21   | Salvio Lemos         | Brasile          | 13'38" | 455,0       | 0        | 455,0  |
| 22   | Cornel Vena          | Romania          | 13'11" | 522,5       | 80,0     | 442,5  |
| 23   | Antonio Almada       | Messico          | 13'30" | 475,0       | 80,0     | 395,0  |
| 24   | David Romero         | Messico          | 12'29" | 627,5       | 260,0    | 367,5  |
| 25   | Donald Cobley        | Gran Bretagna    | 12'02" | 695,0       | 380,0    | 315,0  |
| 26   | Jean-Claude Hamel    | Francia          | 14'49" | 277,5       | 80,0     | 197,5  |
| 27   | Okkie van Greunen    | Sudafrica        | 14'10" | 375,0       | 180,0    | 195,0  |
| 28   | Sven Coomer          | Australia        | 15'46" | 135,0       | 0        | 135,0  |
| 29   | Vladimír Černý       | Cecoslovacchia   | 14'27" | 332,5       | 200,0    | 132,5  |
| 30   | Antal Moldrich       | Ungheria         | 14'10" | 375,0       | 280,0    | 95,0   |
| 31   | Thomas Hudson        | Gran Bretagna    | 15'04" | 240,0       | 220,0    | 20,0   |
| 32   | Nilo da Silva        | Brasile          | 14'49" | 277,5       | 260,0    | 17,5   |
| 34   | Björn Thofelt        | Svezia           | 18'40" | 0           | 140,0    | 0      |
| 33   | George Nicoll        | Australia        | 21'39" | 0           | 320,0    | 0      |
| 36   | George Norman        | Gran Bretagna    | 17'16" | 0           | 0        | 0      |
| 37   | Harry Cecil Schmidt  | Sudafrica        | 16'04" | 90,0        | 140,0    | 0      |
| 35   | Victor Teodorescu    | Romania          | 18'10" | 0           | 180,0    | 0      |
| 38   | Wenceslau Malta      | Brasile          | 14'31" | 322,5       | 860,0    | 0      |
| 35   | Héctor Carmona       | Cile             | Rit.   | Rit.        | Rit.     | Rit.   |
| 36   | Marthinus du Plessis | Sudafrica        | Rit.   | Rit.        | Rit.     | Rit.   |

### Prova di scherma
| Pos. | Atleta              | Nazione          | Vittorie | Punti  |
| ---- | ------------------- | ---------------- | -------- | ------ |
| 1    | Cornel Vena         | Romania          | 29       | 1111,0 |
| 2    | Wäinö Korhonen      | Finlandia        | 25       | 963,0  |
| 3    | Antal Moldrich      | Ungheria         | 24       | 926,0  |
| 4    | Lars Hall           | Svezia           | 23       | 889,0  |
| 4    | Gábor Benedek       | Ungheria         | 23       | 889,0  |
| 4    | William Andre       | Stati Uniti      | 23       | 889,0  |
| 4    | János Bódy          | Ungheria         | 23       | 889,0  |
| 8    | Olavi Mannonen      | Finlandia        | 21       | 815,0  |
| 8    | Igor' Novikov       | Unione Sovietica | 21       | 815,0  |
| 10   | Aleksandr Tarasov   | Unione Sovietica | 20       | 778,0  |
| 11   | Victor Teodorescu   | Romania          | 19       | 741,0  |
| 11   | Wenceslau Malta     | Brasile          | 19       | 741,0  |
| 13T  | José Pérez          | Messico          | 18       | 704,0  |
| 13T  | Antonio Almada      | Messico          | 18       | 704,0  |
| 13T  | Nilo Floody         | Cile             | 18       | 704,0  |
| 13T  | Okkie van Greunen   | Sudafrica        | 18       | 704,0  |
| 17   | George Lambert      | Stati Uniti      | 17       | 667,0  |
| 17   | Luis Ribera         | Argentina        | 17       | 667,0  |
| 17   | Adriano Facchini    | Italia           | 17       | 667,0  |
| 17   | Bertil Haase        | Svezia           | 17       | 667,0  |
| 17   | Dumitru Ţintea      | Romania          | 17       | 667,0  |
| 17   | Jean-Claude Hamel   | Francia          | 17       | 667,0  |
| 17   | George Norman       | Gran Bretagna    | 17       | 667,0  |
| 24   | Thomas Hudson       | Gran Bretagna    | 16       | 630,0  |
| 25   | Berndt Katter       | Finlandia        | 15       | 593,0  |
| 26   | Ivan Derjugin       | Unione Sovietica | 14       | 556,0  |
| 26   | Gerardo Cortes      | Cile             | 14       | 556,0  |
| 26   | Vladimír Černý      | Cecoslovacchia   | 14       | 556,0  |
| 26   | Salvio Lemos        | Brasile          | 14       | 556,0  |
| 26   | David Romero        | Messico          | 14       | 556,0  |
| 31   | George Nicoll       | Australia        | 13       | 519,0  |
| 32   | Donald Cobley       | Gran Bretagna    | 12       | 482,0  |
| 32   | Sven Coomer         | Australia        | 12       | 482,0  |
| 34   | Harry Cecil Schmidt | Sudafrica        | 11       | 445,0  |
| 35   | Neville Sayers      | Australia        | 10       | 408,0  |
| 36   | Jack Daniels        | Stati Uniti      | 9        | 371,0  |

### Prova di tiro
| Pos. | Atleta              | Nazione          | Punti tiro | Punti |
| ---- | ------------------- | ---------------- | ---------- | ----- |
| 1    | Antonio Almada      | Messico          | 193        | 960,0 |
| 2    | Igor' Novikov       | Unione Sovietica | 191        | 920,0 |
| 2    | Gábor Benedek       | Ungheria         | 191        | 920,0 |
| 4    | George Lambert      | Stati Uniti      | 190        | 900,0 |
| 5    | Olavi Mannonen      | Finlandia        | 189        | 880,0 |
| 5    | Wäinö Korhonen      | Finlandia        | 189        | 880,0 |
| 5    | Aleksandr Tarasov   | Unione Sovietica | 189        | 880,0 |
| 8    | William Andre       | Stati Uniti      | 188        | 860,0 |
| 8    | Vladimír Černý      | Cecoslovacchia   | 188        | 860,0 |
| 10   | János Bódy          | Ungheria         | 186        | 820,0 |
| 10   | Adriano Facchini    | Italia           | 186        | 820,0 |
| 10   | Neville Sayers      | Australia        | 186        | 820,0 |
| 13   | José Pérez          | Messico          | 185        | 800,0 |
| 13   | Jack Daniels        | Stati Uniti      | 185        | 800,0 |
| 13   | David Romero        | Messico          | 185        | 800,0 |
| 16   | Ivan Derjugin       | Unione Sovietica | 184        | 780,0 |
| 16   | Dumitru Ţintea      | Romania          | 184        | 780,0 |
| 16   | Okkie van Greunen   | Sudafrica        | 184        | 780,0 |
| 19   | Berndt Katter       | Finlandia        | 183        | 760,0 |
| 19   | Nilo Floody         | Cile             | 183        | 760,0 |
| 19   | Salvio Lemos        | Brasile          | 183        | 760,0 |
| 19   | Wenceslau Malta     | Brasile          | 183        | 760,0 |
| 23   | Cornel Vena         | Romania          | 182        | 740,0 |
| 24   | Lars Hall           | Svezia           | 181        | 720,0 |
| 24   | Antal Moldrich      | Ungheria         | 181        | 720,0 |
| 24   | Sven Coomer         | Australia        | 181        | 720,0 |
| 27   | Bertil Haase        | Svezia           | 180        | 700,0 |
| 28   | Victor Teodorescu   | Romania          | 177        | 640,0 |
| 29   | Luis Ribera         | Argentina        | 176        | 620,0 |
| 29   | Gerardo Cortes      | Cile             | 176        | 620,0 |
| 31   | Donald Cobley       | Gran Bretagna    | 173        | 560,0 |
| 32   | George Nicoll       | Australia        | 170        | 500,0 |
| 33   | Jean-Claude Hamel   | Francia          | 169        | 480,0 |
| 34   | Thomas Hudson       | Gran Bretagna    | 167        | 440,0 |
| 35   | George Norman       | Gran Bretagna    | 162        | 340,0 |
| 36   | Harry Cecil Schmidt | Sudafrica        | 142        | 0,0   |

### Prova di nuoto
| Pos. | Atleta              | Nazione          | Tempo  | Punti  |
| ---- | ------------------- | ---------------- | ------ | ------ |
| 1    | Ivan Derjugin       | Unione Sovietica | 3'46"7 | 1070,0 |
| 2    | Lars Hall           | Svezia           | 3'54"2 | 1030,0 |
| 3    | Sven Coomer         | Australia        | 3'57"4 | 1015,0 |
| 4    | Antal Moldrich      | Ungheria         | 3'58"3 | 1010,0 |
| 5    | Thomas Hudson       | Gran Bretagna    | 4'02"0 | 990,0  |
| 6    | Igor' Novikov       | Unione Sovietica | 4'03"6 | 985,0  |
| 7    | George Lambert      | Stati Uniti      | 4'05"8 | 975,0  |
| 8    | Vladimír Černý      | Cecoslovacchia   | 4'08"9 | 960,0  |
| 9    | Adriano Facchini    | Italia           | 4'10"3 | 950,0  |
| 10   | José Pérez          | Messico          | 4'12"4 | 940,0  |
| 11   | Antonio Almada      | Messico          | 4'13"2 | 935,0  |
| 12   | Jack Daniels        | Stati Uniti      | 4'13"3 | 935,0  |
| 13   | Luis Ribera         | Argentina        | 4'14"1 | 930,0  |
| 14   | Berndt Katter       | Finlandia        | 4'14"5 | 930,0  |
| 15   | Olavi Mannonen      | Finlandia        | 4'16"4 | 920,0  |
| 16   | Wäinö Korhonen      | Finlandia        | 4'19"5 | 905,0  |
| 17   | William Andre       | Stati Uniti      | 4'26"2 | 870,0  |
| 18   | Gábor Benedek       | Ungheria         | 4'29"8 | 855,0  |
| 19   | Jean-Claude Hamel   | Francia          | 4'30"0 | 850,0  |
| 20   | Bertil Haase        | Svezia           | 4'34"7 | 830,0  |
| 21   | Aleksandr Tarasov   | Unione Sovietica | 4'35"0 | 825,0  |
| 22   | Dumitru Ţintea      | Romania          | 4'37"0 | 815,0  |
| 23   | Donald Cobley       | Gran Bretagna    | 4'38"3 | 810,0  |
| 24   | János Bódy          | Ungheria         | 4'41"3 | 795,0  |
| 25   | Salvio Lemos        | Brasile          | 4'43"1 | 785,0  |
| 26   | Okkie van Greunen   | Sudafrica        | 4'44"1 | 780,0  |
| 27   | David Romero        | Messico          | 4'47"1 | 765,0  |
| 28   | George Norman       | Gran Bretagna    | 4'48"1 | 760,0  |
| 29   | Wenceslau Malta     | Brasile          | 4'49"8 | 755,0  |
| 30   | Cornel Vena         | Romania          | 4'50"9 | 750,0  |
| 31   | Gerardo Cortes      | Cile             | 4'52"3 | 740,0  |
| 32   | George Nicoll       | Australia        | 5'07"7 | 665,0  |
| 33   | Nilo Floody         | Cile             | 5'08"5 | 660,0  |
| 34   | Victor Teodorescu   | Romania          | 5'14"5 | 630,0  |
| 35   | Neville Sayers      | Australia        | 5'32"0 | 540,0  |
| 36   | Harry Cecil Schmidt | Sudafrica        | 5'48"9 | 460,0  |

### Prova di corsa
| Pos. | Atleta              | Nazione          | Tempo   | Punti  |
| ---- | ------------------- | ---------------- | ------- | ------ |
| 1    | Donald Cobley       | Gran Bretagna    | 13'35"5 | 1255,0 |
| 2    | Bertil Haase        | Svezia           | 13'48"5 | 1216,0 |
| 3    | Ivan Derjugin       | Unione Sovietica | 13'53"8 | 1201,0 |
| 4    | Igor' Novikov       | Unione Sovietica | 13'56"3 | 1192,0 |
| 5    | Aleksandr Tarasov   | Unione Sovietica | 13'58"1 | 1186,0 |
| 6    | Thomas Hudson       | Gran Bretagna    | 14'00"2 | 1180,0 |
| 7    | Olavi Mannonen      | Finlandia        | 14'06"9 | 1162,0 |
| 8    | Lars Hall           | Svezia           | 14'07"4 | 1159,0 |
| 9    | Victor Teodorescu   | Romania          | 14'08"1 | 1156,0 |
| 10   | Gábor Benedek       | Ungheria         | 14'18"4 | 1126,0 |
| 11   | William Andre       | Stati Uniti      | 14'19"2 | 1123,0 |
| 12   | Wäinö Korhonen      | Finlandia        | 14'21"0 | 1117,0 |
| 13   | Berndt Katter       | Finlandia        | 14'23"3 | 1111,0 |
| 14   | János Bódy          | Ungheria         | 14'27"8 | 1099,0 |
| 15   | George Lambert      | Stati Uniti      | 14'33"2 | 1081,0 |
| 16   | Gerardo Cortes      | Cile             | 14'43"8 | 1051,0 |
| 17   | Cornel Vena         | Romania          | 14'50"3 | 1030,0 |
| 18   | Neville Sayers      | Australia        | 14'52"9 | 1024,0 |
| 19   | Vladimír Černý      | Cecoslovacchia   | 14'56"7 | 1012,0 |
| 20   | George Norman       | Gran Bretagna    | 15'06"7 | 982,0  |
| 21   | Luis Ribera         | Argentina        | 15'07"0 | 979,0  |
| 22   | Okkie van Greunen   | Sudafrica        | 15'19"7 | 943,0  |
| 23   | Adriano Facchini    | Italia           | 15'23"8 | 931,0  |
| 24   | Antal Moldrich      | Ungheria         | 15'28"6 | 916,0  |
| 25   | Jack Daniels        | Stati Uniti      | 15'30"4 | 910,0  |
| 26   | Wenceslau Malta     | Brasile          | 15'41"8 | 877,0  |
| 27   | Nilo Floody         | Cile             | 16'09"9 | 793,0  |
| 28   | Sven Coomer         | Australia        | 16'23"2 | 751,0  |
| 29   | David Romero        | Messico          | 16'27"6 | 739,0  |
| 30   | Salvio Lemos        | Brasile          | 16'30"4 | 730,0  |
| 31   | Dumitru Ţintea      | Romania          | 16'34"6 | 718,0  |
| 32   | José Pérez          | Messico          | 16'36"0 | 712,0  |
| 33   | Jean-Claude Hamel   | Francia          | 16'43"1 | 691,0  |
| 34   | Harry Cecil Schmidt | Sudafrica        | 16'53"3 | 661,0  |
| 35   | Antonio Almada      | Messico          | 17'06"4 | 622,0  |
| 36   | George Nicoll       | Australia        | 17'58"1 | 466,0  |

## Classifica Finale
| Pos.    | Atleta               | Nazione          |        |        |       |        |        | Totale |
| ------- | -------------------- | ---------------- | ------ | ------ | ----- | ------ | ------ | ------ |
| Oro     | Lars Hall            | Svezia           | 1035,0 | 889,0  | 720,0 | 1030,0 | 1159,0 | 4833,0 |
| Argento | Olavi Mannonen       | Finlandia        | 997,5  | 815,0  | 880,0 | 920,0  | 1162,0 | 4774,5 |
| Bronzo  | Wäinö Korhonen       | Finlandia        | 885,0  | 963,0  | 880,0 | 905,0  | 1117,0 | 4750,0 |
| 4       | Igor' Novikov        | Unione Sovietica | 802,5  | 815,0  | 920,0 | 985,0  | 1192,0 | 4714,5 |
| 5       | George Lambert       | Stati Uniti      | 1070,0 | 667,0  | 900,0 | 975,0  | 1081,0 | 4693,0 |
| 6       | Gábor Benedek        | Ungheria         | 860,0  | 889,0  | 920,0 | 855,0  | 1126,0 | 4650,0 |
| 7       | William Andre        | Stati Uniti      | 887,5  | 889,0  | 860,0 | 870,0  | 1123,0 | 4629,5 |
| 8       | Aleksandr Tarasov    | Unione Sovietica | 810,0  | 778,0  | 880,0 | 825,0  | 1186,0 | 4479,0 |
| 9       | Ivan Derjugin        | Unione Sovietica | 845,0  | 556,0  | 780,0 | 1070,0 | 1201,0 | 4452,0 |
| 10      | János Bódy           | Ungheria         | 772,5  | 889,0  | 820,0 | 795,0  | 1099,0 | 4375,5 |
| 11      | Luis Ribera          | Argentina        | 1052,5 | 667,0  | 620,0 | 930,0  | 979,0  | 4248,5 |
| 12      | José Pérez           | Messico          | 937,5  | 704,0  | 800,0 | 940,0  | 712,0  | 4093,5 |
| 13      | Jack Daniels         | Stati Uniti      | 1062,5 | 371,0  | 800,0 | 935,0  | 910,0  | 4078,5 |
| 14      | Cornel Vena          | Romania          | 442,5  | 1111,0 | 740,0 | 750,0  | 1030,0 | 4073,5 |
| 15      | Adriano Facchini     | Italia           | 667,5  | 667,0  | 820,0 | 950,0  | 931,0  | 4035,5 |
| 16      | Berndt Katter        | Finlandia        | 630,0  | 593,0  | 760   | 930,0  | 1111,0 | 4024,0 |
| 17      | Bertil Haase         | Svezia           | 515,0  | 667,0  | 700,0 | 830,0  | 1216,0 | 3928,0 |
| 18      | Gerardo Cortes       | Cile             | 882,5  | 556,0  | 620,0 | 740,0  | 1051,0 | 3849,5 |
| 19      | Neville Sayers       | Australia        | 925,0  | 408,0  | 820,0 | 540,0  | 1024,0 | 3717,0 |
| 20      | Dumitru Ţintea       | Romania          | 717,5  | 667,0  | 780,0 | 815,0  | 718,0  | 3697,5 |
| 21      | Antal Moldrich       | Ungheria         | 95,0   | 926,0  | 720,0 | 1010,0 | 916,0  | 3667,0 |
| 22      | Antonio Almada       | Messico          | 395,0  | 704,0  | 960,0 | 935,0  | 622,0  | 3616,0 |
| 23      | Vladimír Černý       | Cecoslovacchia   | 132,5  | 556,0  | 860,0 | 960,0  | 1012,0 | 3520,5 |
| 24      | Nilo Floody          | Cile             | 585,0  | 704,0  | 760,0 | 660,0  | 793,0  | 3502,0 |
| 25      | Donald Cobley        | Gran Bretagna    | 315,0  | 482,0  | 560,0 | 810,0  | 1255,0 | 3422,0 |
| 26      | Okkie van Greunen    | Sudafrica        | 195,0  | 704,0  | 780,0 | 780,0  | 943,0  | 3402,0 |
| 27      | Salvio Lemos         | Brasile          | 455,0  | 556,0  | 760,0 | 785,0  | 730,0  | 3286,0 |
| 28      | Thomas Hudson        | Gran Bretagna    | 20,0   | 630,0  | 440,0 | 990,0  | 1180,0 | 3260,0 |
| 29      | David Romero         | Messico          | 367,5  | 556,0  | 800,0 | 765,0  | 739,0  | 3227,5 |
| 30      | Victor Teodorescu    | Romania          | 0,0    | 741,0  | 640   | 630,0  | 1156,0 | 3167,0 |
| 31      | Wenceslau Malta      | Brasile          | 0,0    | 741,0  | 760,0 | 755,0  | 877,0  | 3133,0 |
| 32      | Sven Coomer          | Australia        | 135,0  | 482,0  | 720,0 | 1015,0 | 751,0  | 3103,0 |
| 33      | Jean-Claude Hamel    | Francia          | 197,5  | 667,0  | 480,0 | 850,0  | 691,0  | 2885,5 |
| 34      | George Norman        | Gran Bretagna    | 0,0    | 667,0  | 340,0 | 760,0  | 982,0  | 2749,0 |
| 35      | George Nicoll        | Australia        | 0,0    | 519,0  | 500,0 | 665,0  | 466,0  | 2150,0 |
| 36      | Harry Cecil Schmidt  | Sudafrica        | 0,0    | 445,0  | 0,0   | 460,0  | 661,0  | 1566,0 |
|         |                      |                  |        |        |       |        |        |        |
| -       | Nilo da Silva        | Brasile          | 17,5   | Rit.   |       |        |        |        |
| -       | Björn Thofelt        | Svezia           | 0,0    | Rit.   |       |        |        |        |
| -       | Héctor Carmona       | Cile             | Rit.   |        |       |        |        |        |
| -       | Marthinus du Plessis | Sudafrica        | Rit.   |        |       |        |        |        |